# Portal Tomb von Middletown

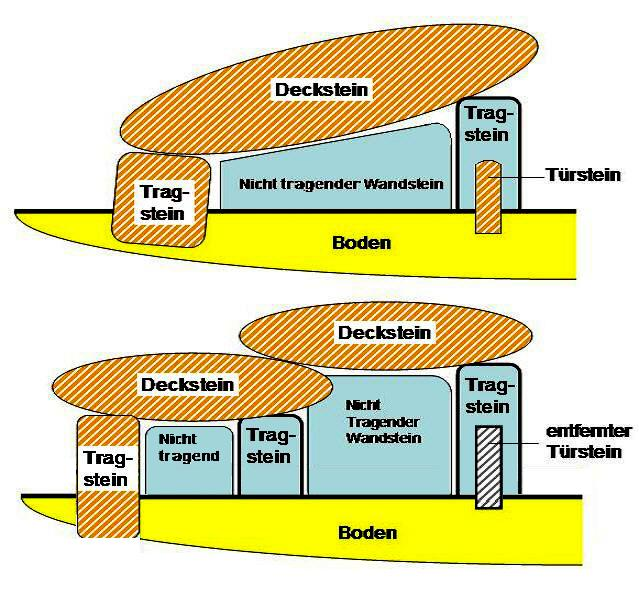
Schema irischer Portal Tombarten

Das Portal Tomb von Middletown im County Cavan (den Townlandnamen gibt es in Irland öfter) liegt bei Loughduff, südwestlich von Bellananagh in der Republik Irland. Etwa 700 m östlich liegt das Portal Tomb von Drumhawnagh und 350 m westlich der White Lough.
Als Portal Tombs werden auf den Inseln Irland und Großbritannien Megalithanlagen bezeichnet, bei denen zwei gleich hohe, aufrecht stehende Steine mit einem Türstein dazwischen, die Vorderseite einer Kammer bilden, die mit einem zum Teil gewaltigen Deckstein bedeckt ist.
Die kleine Kammer hat einen 1,9 Meter langen Deckstein(rest) und einen Meter voneinander entfernte Portalesteine, die über 1,8 Meter hoch sind. Der Deckstein ist gebrochen und der Teil, der sich nach vorne über die Portalsteine hinaus erstreckte, fehlt ebenso wie der Endstein. Die seitlichen Wandsteine der Kammer sind etwa 1,5 Meter lang und 1,0 Meter hoch. Sie stützen den Deckstein in einem starken Winkel. Die Kammer ist teilweise durch Büsche verdeckt und durch Hausmüll verunreinigt.